# Oileán Ruaidh
Oileán Ruaidh – meteoryt żelazny znaleziony na Meridiani Planum na Marsie na zdjęciach wykonanych przez automatyczny łazik marsjański Opportunity 16 września 2010 roku. Nazwa meteorytu, w języku irlandzkim znacząca Czerwona Wyspa, pochodzi od nazwy wyspy położonej w Hrabstwie Donegal u północno-zachodnich wybrzeży Irlandii. Nazwa meteorytu jest nieformalna.
Meteoryt ma około 45 centymetrów średnicy. Na to że jest to meteoryt żelazny, wskazuje jego ciemny kolor, zaokrąglone tekstury i sposób w jaki jest usadowiony na powierzchni. Został on znaleziony blisko rok po Mackinac Island.